# Barfotamedicin
Barfotamedicin är en västerländsk omskrivning för traditionell hälso- och sjukvårdstjänst som förekommer i vissa fattiga länder och utsatta områden. Mycket av den hälso- och sjukvård som existerar utförs av barfotaläkare med liten, om ens någon, kännedom om den vård som den industrialiserade världen betraktar som modern skolmedicin. De har dock oftast goda kunskaper om det som betraktas som alternativmedicin med medicinalväxter, akupunktur och annat.
Hälsovårdsproblemen i utvecklingsländerna kan hänföras till brister inte minst avseende vatten, livsmedel och hygien jämte ekonomisk obalans. Här har barfotaläkarna små möjligheter att påverka situationen, även om olika hjälporganisationer försöker utbilda dem i dessa ämnen.